# Rostania
Rostania Trevis – rodzaj grzybów z rodziny galaretnicowatych (Collemataceae). Ze względu na współżycie z glonami zaliczany jest do grupy porostów.

## Systematyka i nazewnictwo
Pozycja w klasyfikacji według Index Fungorum: Collemataceae, Peltigerales, Lecanoromycetidae, Lecanoromycetes, Pezizomycotina, Ascomycota, Fungi.

## Gatunki
- Rostania callibotrys (Tuck.) Otálora, P.M. Jørg. & Wedin 2014
- Rostania ceranisca (Nyl.) Otálora, P.M. Jørg. & Wedin 2014
- Rostania coccophylla (Nyl.) Otálora, P.M. Jørg. & Wedin 2014
- Rostania laevispora (Swinscow & Krog) Otálora, P.M. Jørg. & Wedin 2014
- Rostania multipunctata (Degel.) Otálora, P.M. Jørg. & Wedin 2014
- Rostania occultata (Bagl.) Otálora, P.M. Jørg. & Wedin  2014 – tzw. galaretnica kwadratowa
- Rostania quadrata (J. Lahm ex Körb.) Trevis. 1880; Collemataceae
- Rostania quadrifida (D.F. Stone & McCune) McCune 2014

Nazwy naukowe na podstawie Index Fungorum. Nazwy polskie według W. Fałtynowicza.